# Verlag der Kunst
Der Verlag der Kunst wurde 1952 in der DDR in der Stadt Dresden gegründet. Er entstand aus der Zusammenlegung eines aus der enteigneten Kunstanstalt May-AG hervorgegangenen, unter dem Namen Kunstverlag Maecenas firmierenden Vorgängers mit der Dresdner Verlagsgesellschaft.
Sein Hauptwirkungsfeld sah er in der Veröffentlichung von qualitativ hochwertigen Kunstdruckbänden, Kunstbüchern und der Prachtausgaben der Museumsbestände der DDR. Zunehmend wurde er durch den Export und der Vergabe von Lizenzen gegen konvertierbare Währung ein wichtiger Wirtschaftsfaktor für die DDR und erlangte internationale Resonanz. Renommierte Autoren, Fotografen und Wissenschaftler haben in diesem Verlag publiziert. Auch nach der Wende behauptete er eine Marktposition mit wichtigen Veröffentlichungen auf dem Sektor der Kunst vor allem der Dresdner Staatlichen Kunstsammlungen.
Der VEB Verlag der Kunst (VdK) wurde nach der Wiedervereinigung Deutschlands 1990 von der Treuhand aufgeteilt. Der Verlag wurde zunächst vom Wissenschaftsverlag Gordon & Breach gekauft. 2001 übernahm der Berliner Philo-Verlag das Sortiment der Kunst- und Kunsttheorietitel und führte es unter dem neuen Verlagsnamen Philo & Philo Fine Arts fort. Seit 1. September 2003 ist der Programmteil der Regionalliteratur des Verlags Bestandteil der Verlagsgruppe Husum und wird als eigenständiger Verlag sein bewährtes Profil vor allem auf dem regionalen Sektor beibehalten. Die Repräsentanz des Verlags der Kunst für Sachsen wird seit dem Frühjahr 2016 von der Ö Grafik Agentur für Marketing und Design in Dresden wahrgenommen. Neben dem Verlag der Nation ist der Verlag der Kunst der zweite große DDR-Verlag, der in die Verlagsgruppe übernommen wurde.
Aus der international renommierten Bilderabteilung (zum Beispiel Lichtdrucke) ging unter anderem der Edelgard Sachadae Lichtdruck- und Bildverlag der Kunst als neuer, eigenständiger Verlag mit dem alten Geschäftssitz in Dresden, Spenerstraße 21, hervor. In diesem Zusammenhang wurden sehr große Warenvorräte an hochwertigen Lichtdrucken übernommen und teilweise durch Neudrucke (zum Beispiel auf Büttenkarton) erheblich aufgestockt.